# Hadena vauorbicularis
Hadena vauorbicularis là một loài bướm đêm trong họ Noctuidae.